# Бунтово
Бунтово (пол. Buntowo) — село в Польщі, у гміні Злотув Злотовського повіту Великопольського воєводства.
Населення — 329 осіб (2011).
У 1975-1998 роках село належало до Пільського воєводства.

## Демографія
Демографічна структура станом на 31 березня 2011 року:
|          | Загалом | Допрацездатний вік | Працездатний вік | Постпрацездатний вік |
| -------- | ------- | ------------------ | ---------------- | -------------------- |
| Чоловіки | 168     | 48                 | 105              | 15                   |
| Жінки    | 161     | 37                 | 102              | 22                   |
| Разом    | 329     | 85                 | 207              | 37                   |